# Stowarzyszenie na rzecz Chłopców i Mężczyzn
Stowarzyszenie na rzecz Chłopców i Mężczyzn – organizacja pozarządowa założona w 2022 roku przez Jakuba Chabika, Michała Gulczyńskiego i Waldemara Domańskiego, zajmująca się poprawą dobrostanu mężczyzn poprzez wpływ na polityki publiczne, tworzenie społeczności oraz budowanie pozytywnego zaangażowania mężczyzn.

## Historia
Stowarzyszenie zostało założone w listopadzie 2022 roku. Motywacją do jego powstania była potrzeba istnienia organizacji, która zwiększałaby świadomość społeczną na temat problemów dotykających mężczyzn oraz inicjowała nowe sposoby ich opisywania i rozwiązywania. Założyciele podkreślali, że: „Jeśli mężczyźni nie zajmą się swoimi problemami, nikt za nich tego nie zrobi. Stowarzyszenie nie ma być jednak ani retrotopijną grupą rekonstrukcyjną tradycyjnych relacji damsko-męskich, ani męskim kręgiem promującym czułą i feministyczną męskość. Chcemy działać na rzecz równego traktowania mężczyzn i kobiet oraz rozwiązywania problemów społecznych szczególnie dotyczących mężczyzn”.
Stowarzyszenie zostało zarejestrowane 21 kwietnia 2023 roku w Krajowym Rejestrze Sądowym pod numerem 0001031802.

## Działalność i projekty

### Kongres Mężczyzn
W kwietniu 2024 roku w Krakowie odbył się pierwszy Kongres Mężczyzn, zorganizowany przez Stowarzyszenie. Podczas wydarzenia opublikowano Deklarację Kongresu Mężczyzn, zawierającą postulaty skierowane do władz publicznych, środowisk społecznych i naukowych oraz opinii publicznej. Dokument poruszał kwestie takie jak: zrównanie wieku emerytalnego, równość w dostępie do edukacji, profilaktyka zdrowotna ukierunkowana na mężczyzn, ujednolicenie obowiązku obronnego z możliwością elastycznej realizacji, wyrównanie praw rodzicielskich ojców i matek, a także zapewnienie równości w wymiarze sprawiedliwości.
II Kongres Mężczyzn odbył się w kwietniu 2025 roku w Warszawie pod hasłem Dajemy mężczyznom podmiotowość.

### Męskie Wsparcie
Od 2023 roku Stowarzyszenie organizuje akcję zbierania darów dla mężczyzn doświadczających bezdomności. Pierwsza edycja „Męskiego Wsparcia” objęła swoim zasięgiem podopiecznych Przytuliska Świętego Brata Alberta w Krakowie, zaś w kolejnej edycji akcję rozszerzono o Kielce, Poznań i Trójmiasto.

## Stowarzyszenie

### Cele statutowe Stowarzyszenia na rzecz Chłopców i Mężczyzn
- równe traktowanie mężczyzn przez prawo, polityki i instytucje publiczne, w szczególności edukację, ochronę zdrowia, system emerytalny i wymiar sprawiedliwości;
- wpływanie na polityki dotyczące mężczyzn na szczeblu krajowym i europejskim;
- poprawa średniej długości życia i jakości życia mężczyzn, w tym stanu ich zdrowia;
- przeciwdziałanie nałogom i skutkom nałogów wśród mężczyzn;
- wpływanie na pozytywny przekaz do mężczyzn oraz ich opis w przestrzeni publicznej; w szczególności, promowanie pozytywnych wzorców męskości;
- zapobieganie polaryzacji ze względu na płeć, zwłaszcza wśród młodych pokoleń;
- wsparcie aktywności mężczyzn – społecznej, obywatelskiej, fizycznej, edukacyjnej, rodzinnej, zawodowej, publicznej itd.;
- wsparcie najsłabszych i najbardziej wykluczonych mężczyzn – w szczególności z mniej uprzywilejowanych lub obciążonych środowisk;
- wsparcie aktywnego ojcostwa i partnerstwa w związkach;
- współpraca z podobnymi stowarzyszeniami za granicą[20].

### Finansowanie
Źródłami finansowania Stowarzyszenia są głównie składki członkowskie i darowizny. Stowarzyszenie posiada konto w serwisie Patronite.